# CEMSA Caproni F.11
La CEMSA Caproni F.11 fu un prototipo di automobile berlina a quattro posti progettato dall'ingegner Antonio Fessia per conto della CEMSA (appartenente al gruppo Caproni) nel 1946-1947 e prodotto in soli 7 esemplari.
Concepita per consentire alle industrie Caproni (attive prima e durante il secondo conflitto mondiale nel campo delle costruzioni aeronautiche) di affacciarsi sul mercato automobilistico all'indomani della guerra.
La F.11 era caratterizzata da soluzioni innovative (come la trazione anteriore) ma, a causa delle difficoltà finanziarie dell'azienda, non poté essere prodotta in serie. È considerata la progenitrice della Lancia Flavia, che avrebbe portato al successo la formula della trazione anteriore negli anni sessanta.

## Storia
L'ingegner Antonio Fessia aveva lavorato vent'anni per la Fiat, contribuendo alla progettazione di auto come la Balilla, la 500 "Topolino" e la 1100, prima di essere assunto dalla CEMSA nel 1946. La CEMSA, fondata nel 1925 dall'ingegner Nicola Romeo ed il Credito Italiano come Costruzioni Elettro Meccaniche di Saronno, aveva subito pesantemente le conseguenze della crisi economica del 1929 ed era stata poi assorbita dalla Caproni di Gianni Caproni nel 1936, venendo convertita alla produzione di materiale bellico e venendo rinominata, nel 1941, come Caproni Elettro Meccanica di Saronno; all'indomani della seconda guerra mondiale, la ditta si trovò costretta ad abbandonare la produzione di armi e proiettili per affacciarsi sul mercato civile.
La F.11 (il cui nome derivava proprio da Fessia) rappresentava il tentativo del gruppo Caproni di far fronte alla crisi postbellica esplorando il campo automobilistico, mentre altri progetti venivano portati avanti dall'azienda nel campo motociclistico e in quello dell'aviazione civile. Si trattava di un'auto molto innovativa, caratterizzata dalla trazione anteriore, dal motore boxer a 4 cilindri, dal cambio con leva al volante, dalle sospensioni anteriori e posteriori a ruote indipendenti. Il prototipo montava un motore da 1.100 cm³ in grado di sviluppare una potenza di 40 CV a 4.400 giri/min, benché per la produzione in serie fosse stato pianificato l'impiego di un 1.250 cm³ da 46 CV a 4.400 giri/min. La carrozzeria a 4 porte era stata disegnata da Bertone.
La F.11, progettata e costruita nei primi esemplari nel corso di pochi mesi, venne presentata al 34º Salone dell'automobile di Parigi (23 ottobre-5 novembre 1947), suscitando un notevole interesse da parte dei rappresentanti di diverse nazioni. In particolare, la statunitense Tucker Corporation di Preston Tucker prese accordi con la Caproni per importare circa 1.000 esemplari in America; tuttavia, con il fallimento della Tucker nel 1949, l'iniziativa andò in fumo.
La Caproni iniziò comunque a investire sull'automobile di Fessia, preparando i suoi stabilimenti (incluso quello di Taliedo, che aveva a lungo fabbricato aeroplani e che ora invece avrebbe dovuto costruire la carrozzeria della F.11) per la produzione in serie. Nello stesso 1949 l'auto venne presentata anche al Salone dell'automobile di Torino, dove riscosse significativi apprezzamenti. Tuttavia, sempre nel corso dell'anno 1949, le difficoltà in cui il gruppo Caproni si era trovato fin dal periodo bellico si aggravarono e finirono per comportare la chiusura della CEMSA e la cancellazione del programma relativo alla F.11.
I sette esemplari di preserie che nel frattempo erano stati costruiti vennero liquidati insieme all'azienda stessa; uno venne acquisito dalla casa automobilistica belga Minerva, che aveva anche preso accordi per l'acquisto dei macchinari e della licenza per la produzione della F.11 ma, dopo aver esposto nel 1953 un prototipo al 36º Salone dell'automobile di Bruxelles (17-28 gennaio 1953) non aveva poi concretizzato questa ipotesi. Un altro esemplare rimase alla Tucker, mentre altri due restarono in Italia: il primo è attualmente esposto presso il museo aeronautico (strettamente legato alla storia del gruppo Caproni) di Volandia; il secondo è esposto nel Museo delle Industrie e del Lavoro del Saronnese, 5 esemplari revisionati da un'officina di Saronno vennero vendute a privati del saronnese con un secondo motore di riserva, sono uscite dalla Cemsa con ruote di legno e gommate dalla suddetta officina.
Nel 1955 Antonio Fessia passò alla Lancia, dove poté mettere a frutto l'esperienza maturata grazie al progetto della F.11 per realizzare la Flavia, che dal 1960 in poi fu tra le prime auto a trazione anteriore a riscuotere un successo commerciale.